# Luisa Gullotti
Luisa Gullotti (ur. 13 sierpnia 1985 w Palermo) – włoska kickbokserka startująca w formule semi contact w kategoriach do 55, do 60 i do 65 kg. Dziesięciokrotna mistrzyni Włoch w kickboxingu (indywidualnie i drużynowo). Multimedalistka  Mistrzostw Świata w Kickboxingu federacji WAKO (2011, 2013, 2019) oraz medalistka Mistrzostw Europy w Kickboxingu federacji WAKO (2012, 2014, 2016). 
W marcu 2022 została trenerką kickboxingu oraz organizatorką klasy sportowej w jednym z obozów syryjskich uchodźców w ramach programu Peace&Sport oraz federacji WAKO.

## Kariera i osiągnięcia
- Mistrzostwa Świata WAKO (zwyciężczyni: 2011, 2013, 2019)
- Mistrzostwa Europy WAKO (zwyciężczyni: 2012, 2014, 2016)
- Mistrzostwa Włoch w Kickboxingu (zwyciężczyni indywidualnie: 2006, 2008, 2009, 2010, 2011, 2013; zwyciężczyni drużynowo: 2007, 2009, 2011, 2012[2])